# Rezerwat przyrody Galwica

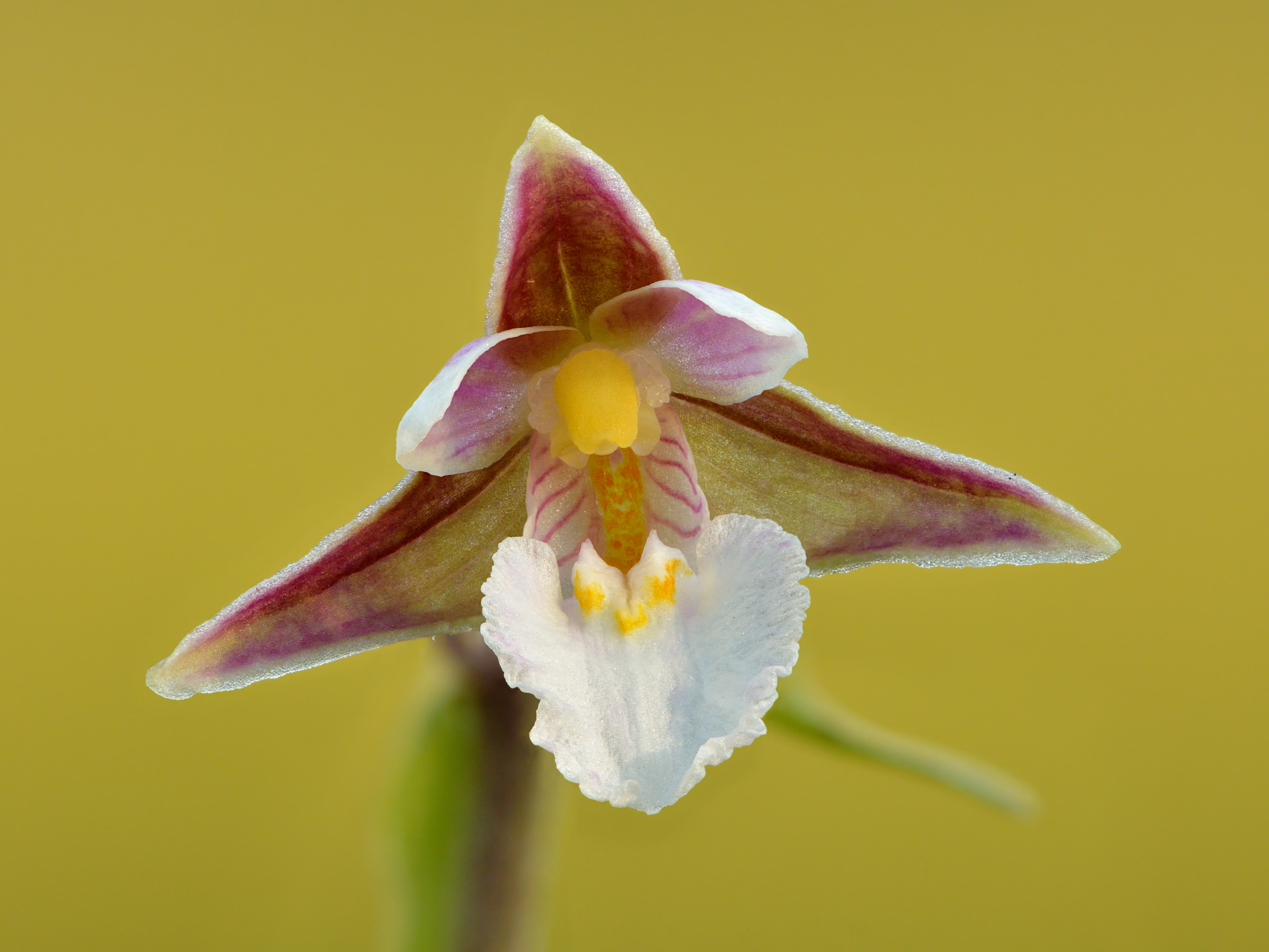
Kruszczyk błotny

Rezerwat przyrody Galwica – ścisły, torfowiskowy rezerwat przyrody, w województwie warmińsko-mazurskim, powiecie szczycieńskim w gminie Jedwabno, na zachodnim brzegu jeziora Sasek Mały. Został utworzony w 1958 roku. Zajmuje powierzchnię 94,58 ha (akt powołujący podawał 81,72 ha).
Obejmuje rozległe torfowisko niskie i przejściowe, będące miejscem występowania wielu rzadkich i ginących roślin. Rosną tu m.in.: turzyca obła, turzyca tunikowa, turzyca gwiazdkowata, lipiennik Loesela, listera jajowata, storczyk Traunsteinera, kruszczyk błotny, gwiazdnica grubolistna, wierzba borówkolistna.
Jest to także miejsce gniazdowania wielu ciekawych i rzadkich gatunków ptaków np.: żurawia, cietrzewia, cyraneczki, orlika krzykliwego, kureczki nakrapianej, gągoła, bekasa kszyka. Również ciekawy jest świat motyli, reprezentowany przez wiele rzadkich gatunków, związanych z torfowiskami i bagnami.